# Heteropoda borneensis
Heteropoda borneensis là một loài nhện trong họ Sparassidae.
Loài này thuộc chi Heteropoda. Heteropoda borneensis được Tord Tamerlan Teodor Thorell miêu tả năm 1890.